# مرحلة خروج المغلوب في دوري أبطال أوروبا 1997–98
بدأت مرحلة المجموعات من بطولة دوري أبطال أوروبا 1997-98 يوم 4 مارس من عام 1998 وانتهت بالمباراة النهائية في ملعب أمستردام أرينا في أمستردام يوم 20 مايو 1998.

## الفرق المتأهلة
| المجموعة | المتصدر          | الوصيف           |
| -------- | ---------------- | ---------------- |
| A        | بوروسيا دورتموند | —                |
| B        | مانشستر يونايتد  | يوفنتوس          |
| C        | نادي دينامو كييف | —                |
| D        | ريال مدريد       | —                |
| E        | بايرن ميونخ      | —                |
| F        | نادي موناكو      | باير 04 ليفركوزن |

## الرسم البياني
|  | ربع النهائي                           | ربع النهائي      | ربع النهائي | ربع النهائي |   |            | نصف النهائي | نصف النهائي | نصف النهائي | نصف النهائي |  |  | النهائي | النهائي |
|  |                                       |                  |             |             |   |            |             |             |             |             |  |  |         |         |
|  | يوفنتوس                               | 1                | 4           | 5           |   |            |             |             |             |             |  |  |         |         |
|  | نادي دينامو كييف                      | 1                | 1           | 2           |   |            |             |             |             |             |  |  |         |         |
|  | نادي دينامو كييف                      | 1                | 1           | 2           |   | يوفنتوس    | 4           | 2           | 6           |             |  |  |         |         |
|  |                                       |                  |             |             |   | يوفنتوس    | 4           | 2           | 6           |             |  |  |         |         |
|  |                                       | نادي موناكو      | 1           | 3           | 4 |            |             |             |             |             |  |  |         |         |
|  | نادي موناكو (قانون أهداف خارج الديار) | نادي موناكو      | 1           | 3           | 4 | 0          | 1           | 1           |             |             |  |  |         |         |
|  | نادي موناكو (قانون أهداف خارج الديار) |                  |             |             |   | 0          | 1           | 1           |             |             |  |  |         |         |
|  | مانشستر يونايتد                       | 0                | 1           | 1           |   |            |             |             |             |             |  |  |         |         |
|  |                                       |                  |             |             |   |            |             |             |             |             |  |  | يوفنتوس | 0       |
|  |                                       |                  | ريال مدريد  | 1           |   |            |             |             |             |             |  |  |         |         |
|  | باير 04 ليفركوزن                      | 1                | 0           | 1           |   |            |             |             |             |             |  |  |         |         |
|  | ريال مدريد                            | 1                | 3           | 4           |   |            |             |             |             |             |  |  |         |         |
|  | ريال مدريد                            | 1                | 3           | 4           |   | ريال مدريد | 2           | 0           | 2           |             |  |  |         |         |
|  |                                       |                  |             |             |   | ريال مدريد | 2           | 0           | 2           |             |  |  |         |         |
|  |                                       | بوروسيا دورتموند | 0           | 0           | 0 |            |             |             |             |             |  |  |         |         |
|  | بايرن ميونخ                           | بوروسيا دورتموند | 0           | 0           | 0 | 0          | 0           | 0           |             |             |  |  |         |         |
|  | بايرن ميونخ                           |                  |             |             |   | 0          | 0           | 0           |             |             |  |  |         |         |
|  | بوروسيا دورتموند                      | 0                | 1           | 1           |   |            |             |             |             |             |  |  |         |         |

## ربع النهائي
| الفريق الأول     | إجم.        | الفريق الثاني    | مباراة الذهاب | مباراة الإياب |
| ---------------- | ----------- | ---------------- | ------------- | ------------- |
| باير 04 ليفركوزن | 1–4         | ريال مدريد       | 1–1           | 0–3           |
| بايرن ميونخ      | 0–1         | بوروسيا دورتموند | 0–0           | 0–1 (و.إ)     |
| يوفنتوس          | 5–2         | نادي دينامو كييف | 1–1           | 4–1           |
| نادي موناكو      | 1–1 (ق.خ.د) | مانشستر يونايتد  | 0–0           | 1–1           |

### مباريات الذهاب
| باير 04 ليفركوزن   | 1–1   | ريال مدريد           |
| ------------------ | ----- | -------------------- |
| ستيفان بينليتش 18' | تقرير | كريستيان كاريمبو 74' |

| يوفنتوس           | 1–1   | نادي دينامو كييف |
| ----------------- | ----- | ---------------- |
| فيليبو إنزاغي 69' | تقرير | أندري هوسين 56'  |

| نادي موناكو | 0–0   | مانشستر |
| ----------- | ----- | ------- |
|             | تقرير |         |

| بايرن ميونخ | 0–0   | بوروسيا دورتموند |
| ----------- | ----- | ---------------- |
|             | تقرير |                  |

### مباريات الإياب
| ريال مدريد                                                             | 3–0   | باير 04 ليفركوزن |
| ---------------------------------------------------------------------- | ----- | ---------------- |
| كريستيان كاريمبو 52' · فيرناندو موريانتس 57' · فرناندو هييرو 89' (ض.ج) | تقرير |                  |

ريال مدريد فاز 4–1 في المجموع.
| نادي دينامو كييف | 1–4   | يوفنتوس                                              |
| ---------------- | ----- | ---------------------------------------------------- |
| سيرجي ريبروف 54' | تقرير | فيليبو إنزاغي 29'، 65'، 73' · أليساندرو دل بييرو 87' |

يوفنتوس فاز 5–2 في المجموع.
| بوروسيا دورتموند     | 1–0 (ب.و.إ.) | بايرن ميونخ |
| -------------------- | ------------ | ----------- |
| ستيفان تشابوسات 109' | تقرير        |             |

بروسيا دورتموند فاز 1–0 في المجموع.
| مانشستر يونايتد       | 1–1   | نادي موناكو       |
| --------------------- | ----- | ----------------- |
| أوله غونار سولشار 53' | تقرير | ديفيد تريزيغيه 5' |

فاز موناكو بنتيجة 1-1 بأفضلية الأهداف خارج الديار

## نصف النهائي
| الفريق الأول | إجم. | الفريق الثاني    | مباراة الذهاب | مباراة الإياب |
| ------------ | ---- | ---------------- | ------------- | ------------- |
| ريال مدريد   | 2–0  | بوروسيا دورتموند | 2–0           | 0–0           |
| يوفنتوس      | 6–4  | نادي موناكو      | 4–1           | 2–3           |

### مباريات الذهاب
| يوفنتوس                                                    | 4–1   | نادي موناكو  |
| ---------------------------------------------------------- | ----- | ------------ |
| أليساندرو دل بييرو 35'، 45+3' (ض.ج)، 62' (ض.ج) · زيدان 87' | تقرير | كوستينيا 42' |

| ريال مدريد                                   | 2–0   | بوروسيا دورتموند |
| -------------------------------------------- | ----- | ---------------- |
| فيرناندو موريانتس 24' · كريستيان كاريمبو 67' | تقرير |                  |

### مباريات الإياب
| نادي موناكو                                             | 3–2   | يوفنتوس                                     |
| ------------------------------------------------------- | ----- | ------------------------------------------- |
| فيليبي ليونارد 38' · تييري هنري 50' · روبيرت سبيهار 83' | تقرير | نيكولا أموروزو 15' · أليساندرو دل بييرو 74' |

يوفنتوس فاز 6–4 في المجموع.
| بوروسيا دورتموند | 0–0   | ريال مدريد |
| ---------------- | ----- | ---------- |
|                  | تقرير |            |

ريال مدريد فاز 2–0 في المجموع.

## النهائي
| يوفنتوس | 0–1   | ريال مدريد            |
| ------- | ----- | --------------------- |
|         | تقرير | بريدراج مياتوفيتش 66' |

## روابط خارجية
- دوري أبطال أوروبا موسم 1997-98 على UEFA.com